# Заводской переулок (Ломоносов)
Заводско́й переулок — переулок в городе Ломоносове Петродворцового района Санкт-Петербурга, в историческом районе Мартышкино. Проходит от Богумиловской за Заводскую улицу. На северо-запад продолжается Богумиловской улицей.
Название известно с 1967 года. Дано в связи с местоположением кирпичного завода (Заводская улица, 5а; ныне снесён). Этот завод был отмечен на карте начала XX века. Заводской переулок в прошлом упирался в территорию завода. С этим же предприятием связаны названия соседних Заводской улицы, Карьерного переулка, Кирпичного переулка, Промышленного переулка и, возможно, улицы Труда.

## Перекрёстки
- Железнодорожный переулок
- Заводская улица